# 도치기현도·군마현도·사이타마현도·이바라키현도 제9호선

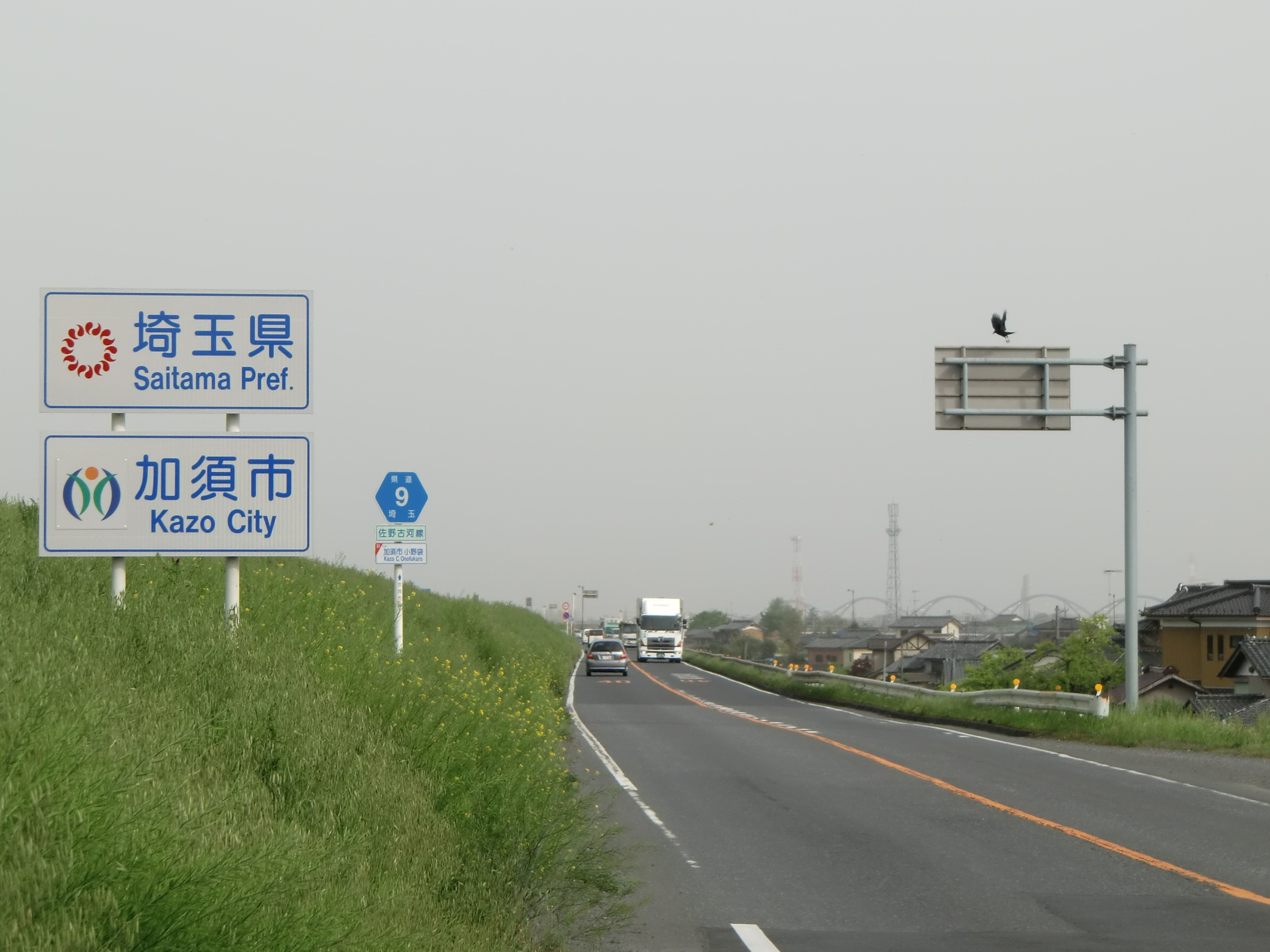
사이타마현과 도치기현의 경계선, 사이타마현 측의 표지판은 밑에 가조시라는 이름을 가진 표지판이 새겨 있다.

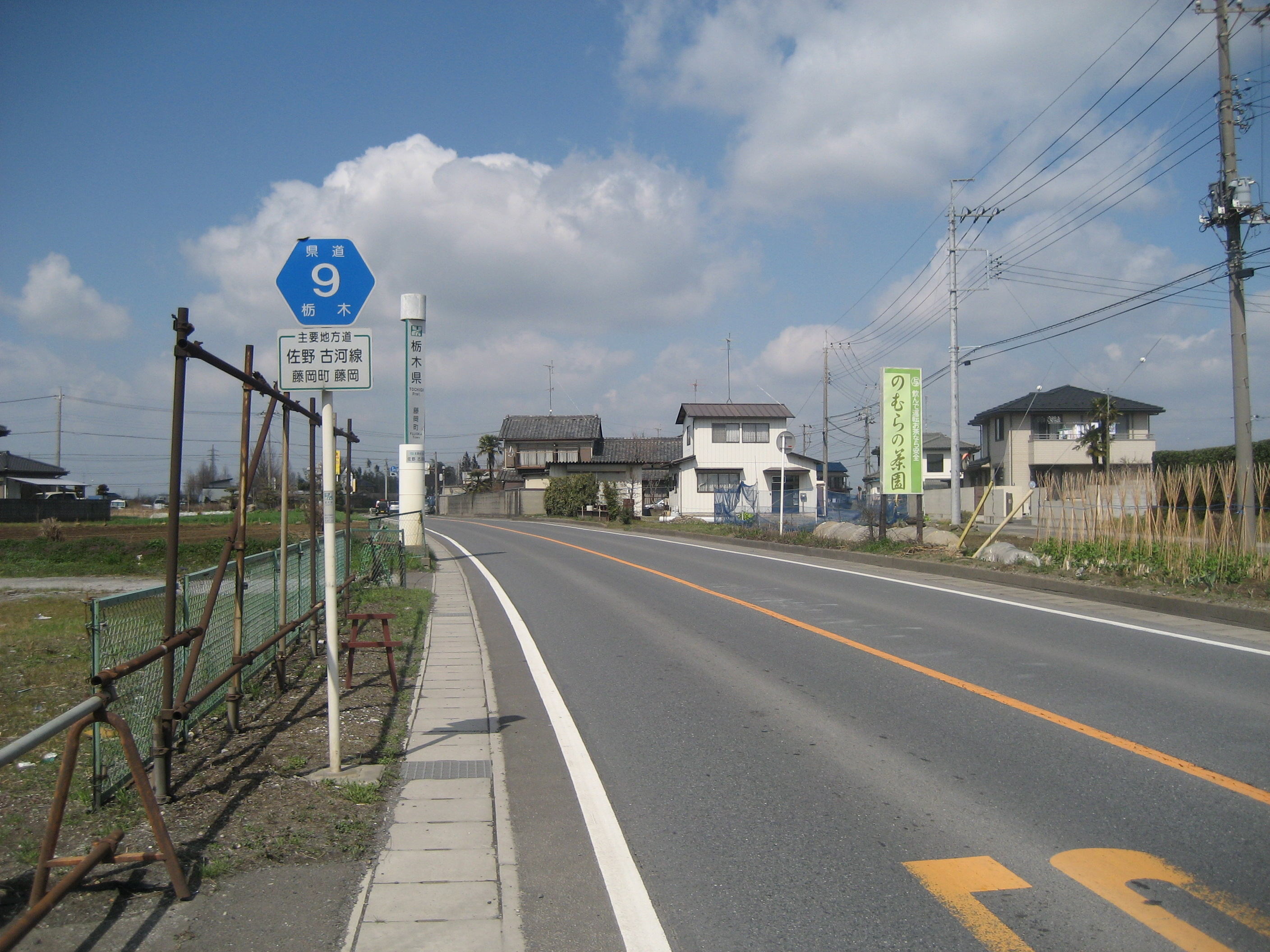
도치기현 도치기시 후지오카정 후지오카 부근

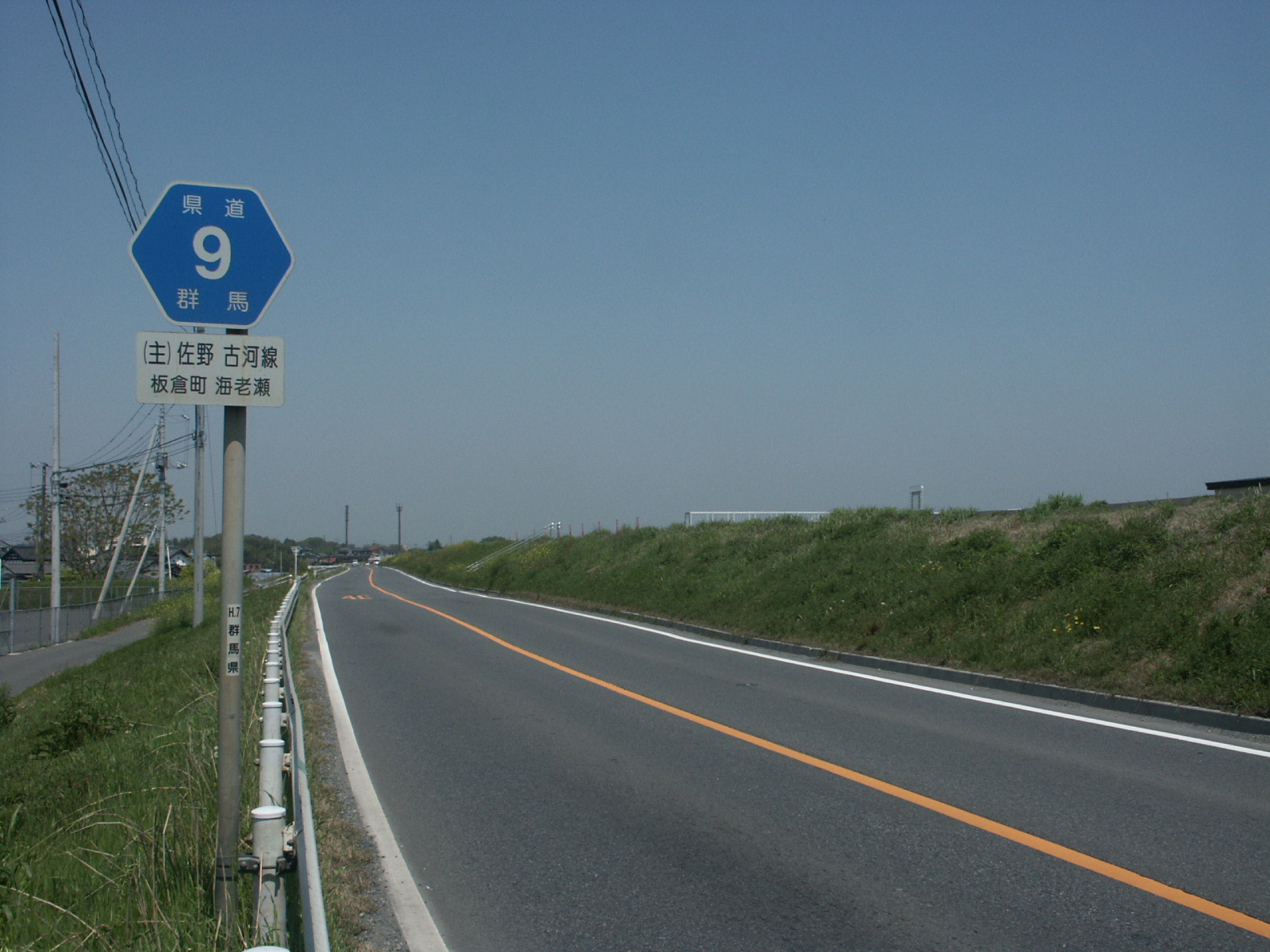
군마현 오라군 이타구라정 에비세 부근

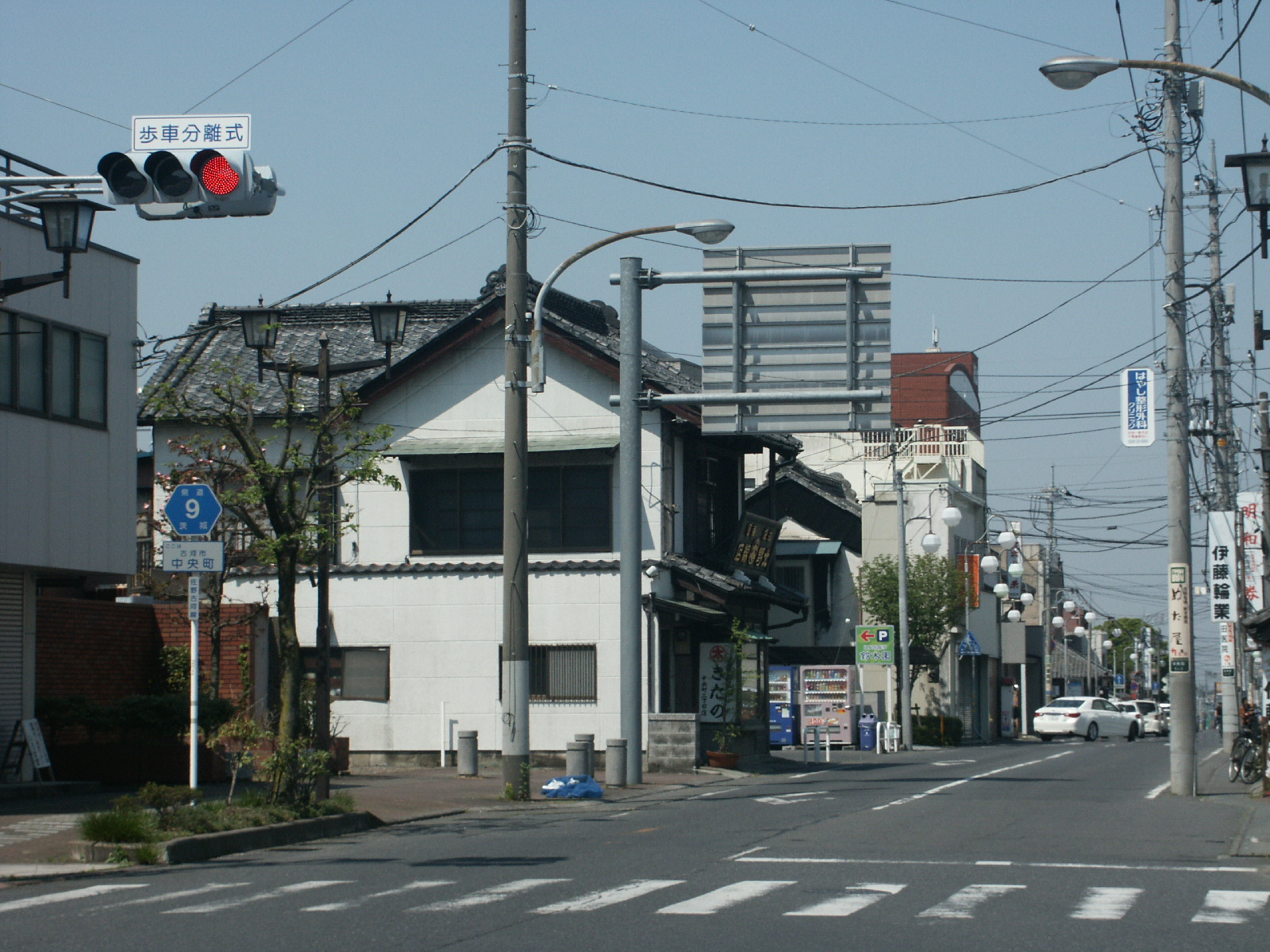
이바라키현 고가시 주오정 부근

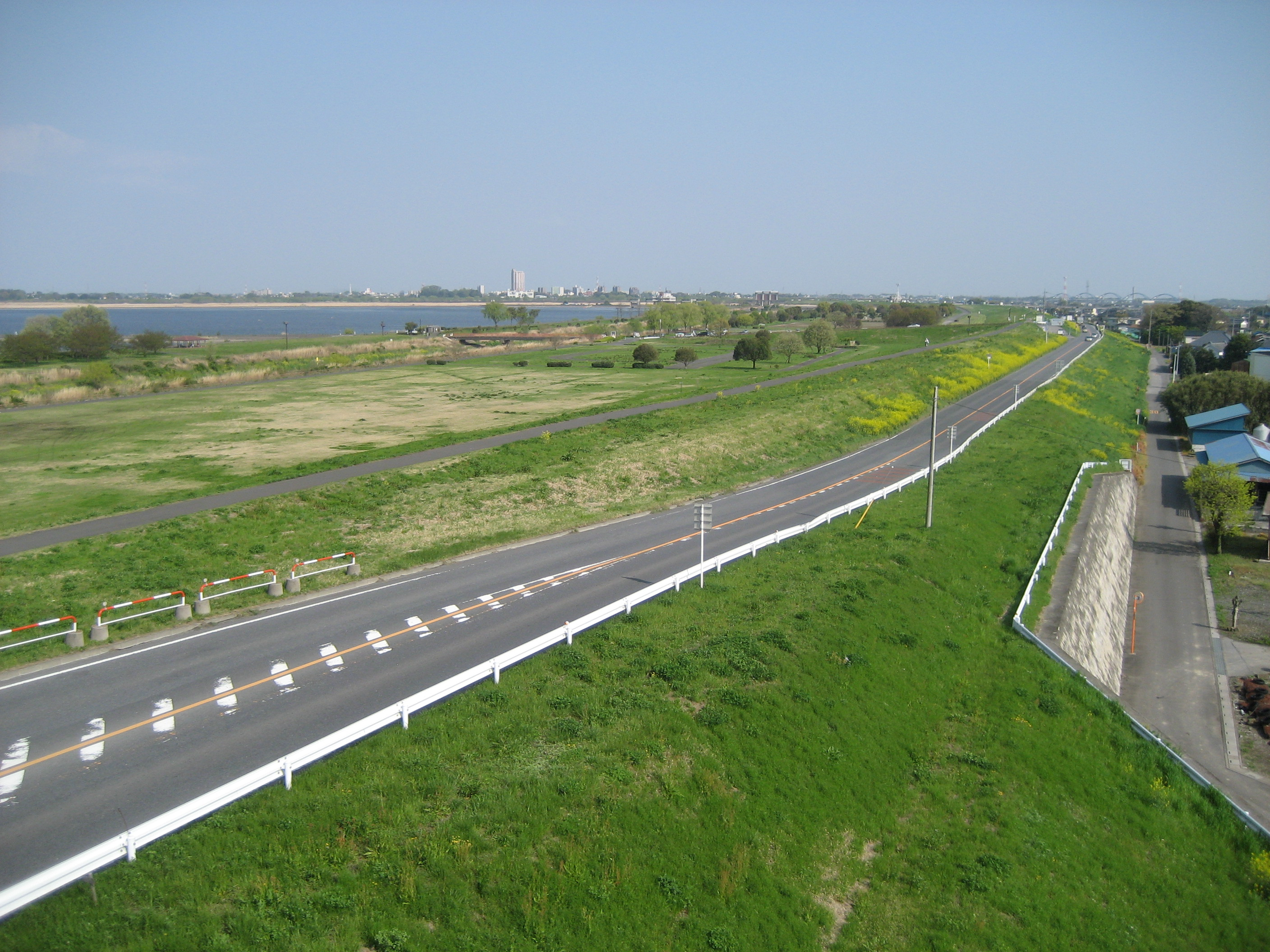
와타라세 유수지를 이어주는 도로 전경이다. 통상적으로 풍경을 봐도 깨끗하고 아름다운 느낌이 있다.

9번 도치기현도·군마현도·사이타마현도·이바라키현도(일본어: 栃木県道・群馬県道・埼玉県道・茨城県道9号佐野古河線→도치기현도·군마현도·사이타마현도·이바라키현도 9호 사노-고가선)는 도치기현 사노시에서 이바라키현 고가시까지 이어주는 총 연장 18.183 km의 주요 지방도이자 현도이다. 그러나 이 현도는 일본에서 4개의 현을 한꺼번에 관통하게 되는 유일한 도로이다. 다른 도도부현도 도로들이 3개의 현에 걸쳐 이어주지만 다른 도로 번호로 부여받은 경우가 있는 야마나시현도 제730호·가나가와현도 제730호·시즈오카현도 제147호선처럼 도도부현에 제정된 번호가 불일치하되 다른 번호로 부여받는 경우를 가진 해당 도로와 비교하여도 거의 전대미문의 기록이 되는 도도부현도이기도 하다.

## 노선 정보
- 기점: 도치기현 사노시 아사누마정 (아사누마정 교차로에서는 도치기현도 제16호선과 도치기현도 제67호선이 서로 교차함)
- 종점: 이바라키현 고가시 혼마치2정목 (혼마치2정목 교차로에서는 이바라키현도 제261호선과 교차함)
- 총 연장: 18.183km[1]

## 지리

### 통과하는 지자체
- 도치기현 : 사노시 - 도치기시
- 군마현 : 오라군 이타쿠라정
- 사이타마현 : 가조시
- 이바라키현 : 고가시

### 교차 가능한 도로
- 일반 국도 : 국도 제50호선, 국도 제354호선
- 도치기현도 : 도치기현도 제16호선, 도치기현도 제67호선, 도치기현도 제270호선, 도치기현도 168호선, 도치기현도 50호선, 도치기현도 제57호선, 도치기현도 제122호선, 도치기현도 제11호선
- 군마현도 : 군마현도 제367호선
- 사이타마현도 : 사이타마현도 제46호선, 사이타마현도 제368호선
- 이바라키현도 : 이바라키현도 제261호선, 이바라키현도 제312호선

### 주요 연선
- 도치기, 군마, 사이타마, 이바라키현 모두 : 와타라세 유수지(일본어판)
- 도치기, 군마, 사이타마 등 3개의 현 : 도치기·군마·사이타마의 삼현경(일본어판)
- 도치기현 사노시 : 이온타운 사노, 사노 우편국, 사노시 문화회관, 사노 경찰서, 사노 프리미엄 아울렛
- 도치기현 도치기시 : 도부 닛코 선 후지오카역
- 군마현 이타쿠라정 : 도부 닛코 선 이타쿠라토요다이마에역
- 사이타마현 가조시 : 도부 닛코 선 야규역과 신코가역
- 이바라키현 고가시 : 고가 우편국, 고가시립 고가 다이이치 소학교, JR 우쓰노미야 선 고가역